# معركة غروزني (نوفمبر 1994)
 معركة غروزني في نوفمبر 1994  والتي دارت في 26 نوفمبر 1994، وكانت محاولة فاشلة من جانب قوات المعارضة الشيشانية المدعومة بمدرعات وطائرات روسية، للاستيلاء على مدينة غروزني عاصمة الشيشان، للإطاحة بحكومة جوهر دوداييف. انتهت المحاولة بفشل ذريع لقوات المعارضة، مما دفع حكومة موسكو لشنّ عملية غزو عسكري على نطاق واسع على الشيشان في الشهر التالي.